# 側斑後鰭花鰍
側斑後鰭花鰍為輻鰭魚綱鯉形目鰍科的其中一種，為温帶淡水魚，分布於亞洲中國淡水流域，棲息在沙底質底層水域，生活習性不明。

## 扩展阅读
維基物種上的相關：側斑後鰭花鰍